# Handwerker- und Kunstgewerbeschule Bielefeld

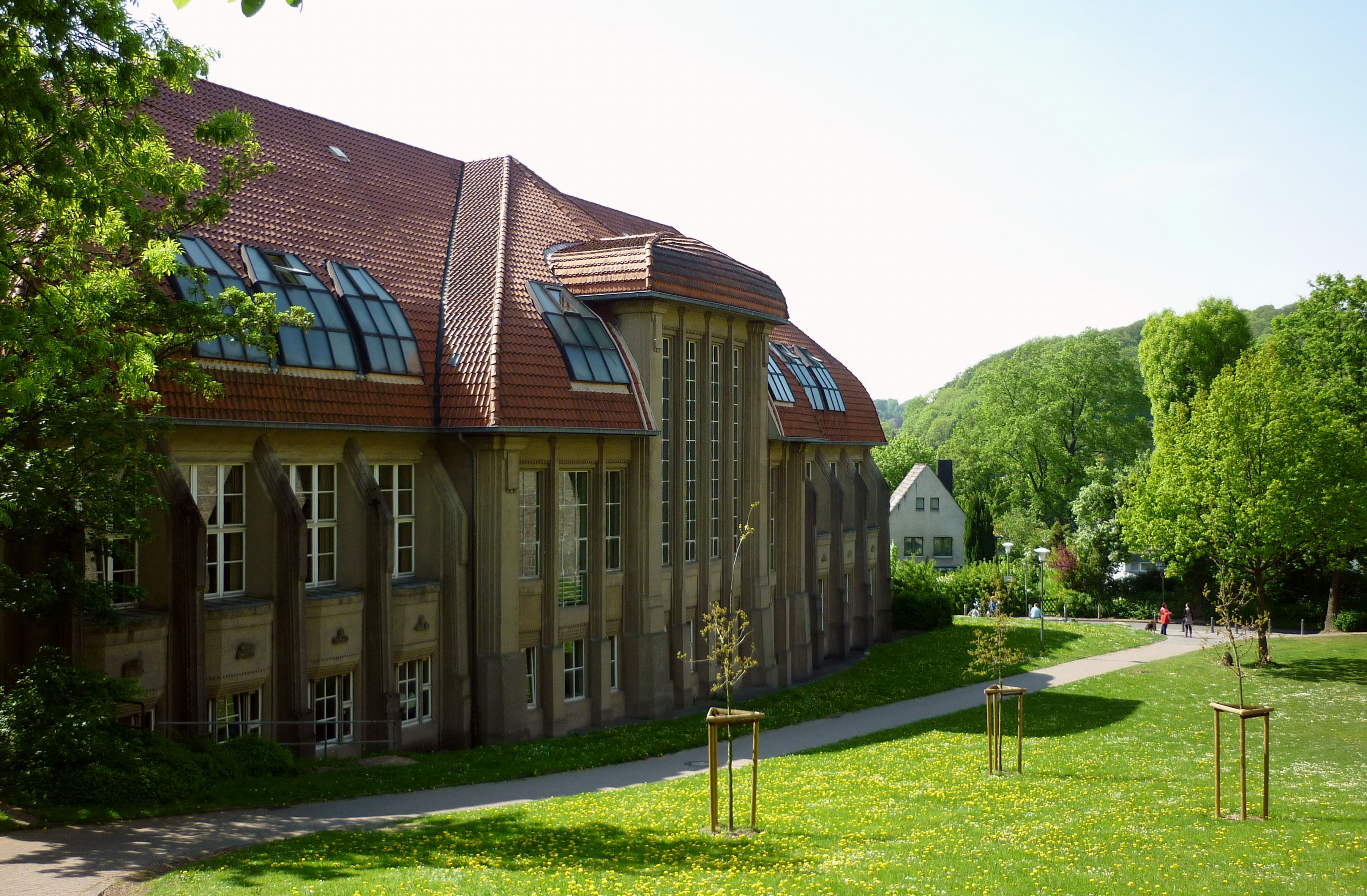
Ehemalige Handwerker- und Kunstgewerbeschule

Die Handwerker- und Kunstgewerbeschule war eine Ausbildungsstätte in Bielefeld (Stadtbezirk Mitte). Sie wurde 1907 eröffnet. Ihr erster Direktor war Wilhelm Thiele, Architekt, Raumausstatter und Mitbegründer des Deutschen Werkbundes.

## Geschichte
Im Laufe ihres Bestehens trug die Schule verschiedene Namen:
- 1907–1914: Staatlich-Städtische Handwerkerschule mit kunstgewerblichen Tagesklassen
- 1914–1933: Handwerker- und Kunstgewerbeschule Bielefeld
- 1933–1938: Handwerkerschule Bielefeld
- 1938–1943: Meisterschule des Deutschen Handwerks
- 1943–1956: Meisterschule für das gestaltende Handwerk
- 1956–1971: Werkkunstschule Bielefeld
- 1971–1978: Fachbereich Design der Fachhochschule Bielefeld

Heute beherbergt das Gebäude die Musik- und Kunstschule der Stadt Bielefeld.

## Architektur
Die dreiflügelige Anlage wurde im Sinne der Reformarchitektur von Wilhelm Thiele entworfen und 1912/13 vom Bielefelder Stadtbaurat Friedrich Schultz errichtet. Die Struktur des Stahlbetonbaus an der zur Sparrenburg gewandten langen Front ist formbestimmend. Die stark profilierten Strebepfeiler und auch der flachbogige Mittelrisalit gliedern die Front. Dem Risalit ist ein weiterer, höherer mit vier schmalen Fensterbahnen eingefügt. Die Flächen zwischen den Pfeilern sind in beiden Geschossen in Fenstern geöffnet. Die geometrisch-dekorativen Details sind aus Beton, die Oberflächen aus Kunststeinputz gefertigt. Das hohe, haubenförmige, gewölbte Walmdach ist mit großen Atelierfenstern ausgestattet. Die untergeordneten Hofseiten sind schlicht gestaltet. Am Südostflügel steht ein polygonaler Atelierbau in Strebenkonstruktion. Die Raumdisposition mit dem Treppenhaus und dem Folgen großer Ateliers ist weitgehend erhalten.
Das Gebäude steht heute unter Denkmalschutz.

## Personen
- Bürgermeister Rudolf Stapenhorst setzte sich für die Gründung der Schule ein.
- Der Architekt Wilhelm Thiele nahm am 1. April 1907 als Direktor den Betrieb der Schule auf. Im Jahr 1913 wechselte er als Direktor an die Kunstgewerbe- und Handwerkerschule Charlottenburg
- Von 1907 bis 1938 war Gertrud Kleinhempel Leiterin der Textilklasse an der Handwerker- und Kunstgewerbeschule. Sie erhielt 1921 als eine der ersten Frauen in dieser Position in Preußen den Professorentitel. Zum 1. April 1938 trat sie in den Ruhestand.

Weitere Personen, die an der Schule lehrten oder lernten:
- Peter August Böckstiegel, Schüler 1907–1913
- Bernhard A. Böhmer, Schüler
- Marga Böhmer, Schülerin (Bildhauerei)
- Josefthomas Brinkschröder, Schüler 1929/30
- Jupp Ernst, Schüler (Grafik) 1926–1929
- Ludwig Godewols, Lehrer der Maler- und Lithographenklasse von 1907 bis 1926
- Paul Griesser, seit 1924  Leiter der neuen Fachklasse für Innenarchitekten und Tischler
- Roland Günter, Dozent
- Franz Guntermann, Leiter der Bildhauerklasse 1914–1928
- Thyra Hamann-Hartmann, Schulleiterin 1950–1969
- Ernst Hansen, Schüler 1924–1927, Lehrer für angewandte Malerei von 1933–1972
- Eduard Herterich, Schüler 1928–1934
- Gottfried Jäger, Lehrer für Fotografie 1960–1978
- Kurt Kranz, Schüler
- Heinz Lewerenz, Schüler 1909–1914
- Bernd Löbach, Dozent 1968–1978
- Else Lohmann, Schülerin
- Erich Lossie 1911–1914
- Karl-Heinz Meyer, Dozent ab 1966
- Gustav Mennicke, Schüler 1919–1923
- Berthold Müller-Oerlinghausen, Bildhauerstudium 1910–1912 unter Hans Perathoner
- Karl Muggly, Lehrer für Zeichnen und Malerei 1908–1950
- Wilhelm G. Niemöller, Schüler
- Hans Perathoner, Leiter der Bildhauerklasse und Lehrer für Aktmalerei bis 1914
- Christel Poll, Schülerin
- Ernst Sagewka,[1] Schüler ab 1907
- Florenz Robert Schabbon, Schüler 1921–1922
- Josef Daniel Sommer, Lehrer
- Richard Sprick, Schüler
- Emil Steffann, Schüler (Bildhauerei) 1917/18–1921
- Theodor Steinkühler, Schüler 1912–1914
- Hermann Stenner, Schüler 1908/09
- Carl Strüwe, Schüler (Zeichnen, Malerei und Schrift) 1919–1923
- Bernhard Temming, Schüler Anfang der 1920er Jahre
- Wilhelm Thiele, Lehrer und Direktor von 1907 bis 1912
- Georg Trump, Professor um 1926–1929
- Victor Tuxhorn, Schüler von 1909–1914
- Georg Tuxhorn, Schüler von 1921–1923
- Hannes Wader, Schüler von 1962–1964
- Alfred Wiese, Schüler
- Wilhelm Wrobel, Schüler